# Eleição municipal de Queimados em 2020
A eleição municipal do município de Queimados em 2020 ocorreu no dia 15 de novembro em turno único com o objetivo de eleger um prefeito, um vice-prefeito e 17 vereadores responsáveis pela administração da cidade para o mandato a se iniciar em 1° de janeiro de 2021 e com término em 31 de dezembro de 2024.
O processo eleitoral de 2020 foi marcado pela sucessão para o cargo ocupado pelo então prefeito Carlos Vilela, do MDB, que preferiu não disputar a reeleição. 10 candidatos disputaram a prefeitura municipal, que terminou com a vitória de Glauco Kaizer, do Solidariedade, que recebeu 19.010 votos contra 16.887 do ex-deputado estadual Zaqueu Teixeira (PSD) e 15.668 do professor Lenine Lemos (PSDB), enquanto os demais 7 candidatos tiveram menos de 10 mil votos. Houve ainda 3.284 votos em branco, 5.541 nulos e 12.907 abstenções.
Entre os vereadores, o mais votado foi Nilton Moreira, do PSDB, que foi lembrado por 1.580 eleitores.

## Contexto político e pandemia
As eleições municipais de 2020 estão sendo marcadas, antes mesmo de iniciada a campanha oficial, pela pandemia do coronavírus SARS-CoV-2 (causador da COVID-19), o que está fazendo com que os partidos remodelem suas metodologias de pré-campanha. O Tribunal Superior Eleitoral (TSE) autorizou os partidos a realizarem as convenções para escolha de candidatos aos escrutínios por meio de plataformas digitais de transmissão, para evitar aglomerações que possam proliferar o vírus. Alguns partidos recorreram a mídias digitais para lançar suas pré-candidaturas. Além disso, a partir deste pleito, será colocada em prática a Emenda Constitucional 97/2017, que proíbe a celebração de coligações partidárias para as eleições legislativas, o que pode gerar um inchaço de candidatos ao legislativo. Conforme reportagem publicada pelo jornal Brasil de Fato em 11 de fevereiro de 2020, o país poderá ultrapassar a marca de 1 milhão de candidatos a prefeito, vice-prefeito e vereador neste escrutínio, o que não seria necessariamente bom, na opinião do professor Carlos Machado, da UnB (Universidade de Brasília): “Temos o hábito de criticar de forma intensa a coligação partidária, sem parar para refletir sobre os elementos positivos dela. O número de candidatos que um partido pode apresentar numa eleição, varia se ele estiver dentro de uma coligação, porque quando os partidos participam de uma coligação, eles são considerados como um único partido", afirmou Machado na reportagem.

## Candidatos
| Nº | Prefeito     | Prefeito               | Prefeito      | Prefeito | Vice-prefeito(a) | Vice-prefeito(a) | Vice-prefeito(a)        | Vice-prefeito(a) | Coligação                                                                                    | Ref.  |
| Nº | Candidato(a) | Candidato(a)           | Partido       | Cargos relevantes | Candidato(a)     | Candidato(a)     | Candidato(a)            | Partido          | Coligação                                                                                    | Ref.  |
| -- | ------------ | ---------------------- | ------------- | --- | ---------------- | ---------------- | ----------------------- | ---------------- | -------------------------------------------------------------------------------------------- | ----- |
| 13 |              | Ribamar Dadinho        | PT            | Servidor público federal |                  |                  | Roberto Pires           | PT               | Sem coligação                                                                                | [ 8 ] |
| 14 |              | Major Rodrigues        | PTB           | Servidor público estadual |                  |                  | Cosme Pereira           | PTB              | Aliança Para Queimados PTB e Republicanos                                                    | [ 8 ] |
| 25 |              | Machado Laz            | DEM           | Vice-prefeito (2017–2021); Vereador (2013–2017) |                  |                  | Leandro Sperendio       | DEM              | Sem coligação                                                                                | [ 8 ] |
| 33 |              | Dr. Marcelo            | PMN           | Advogado |                  |                  | Nelsinho Gomes          | PMN              | Sem coligação                                                                                | [ 8 ] |
| 45 |              | Professor Lenine Lemos | PSDB          | Professor de Ensino Superior |                  |                  | Deca Bahia              | PSDB             | Unidos por uma Queimados Cada Vez Mais Forte PSDB, Cidadania, PV, PSL, PODE, PTC, PRTB e PSC | [ 8 ] |
| 50 |              | Celena Santos          | PSOL          | Dona de casa |                  |                  | Professor Tiago Batalha | PSOL             | Sem coligação                                                                                | [ 8 ] |
| 55 |              | Zaqueu Teixeira        | PSD           | Deputado estadual (2011–2019); Secretário Estadual de Assistência Social (2012–2013); Consultor-geral da Prefeitura Municipal de Nova Iguaçu (2009–2010); Secretário Municipal de Segurança Pública de Duque de Caxias (2009); Chefe da Polícia Civil do Estado do Rio de Janeiro (2002) |                  |                  | Professor Dudu          | PSD              | Queimados Merece Ser Feliz PSD, PDT, PL, Patriota, DC, PMB e Avante                          | [ 8 ] |
| 65 |              | Edmilson Gomes         | PCdoB         | Técnico em contabilidade |                  |                  | Edson Rosa              | PCdoB            | Sem coligação                                                                                | [ 8 ] |
| 77 |              | Glauco Kaizer          | Solidariedade | Professor de Ensino Médio |                  |                  | Maíse Justo             | Solidariedade    | Sem coligação                                                                                | [ 8 ] |
| 90 |              | Major Elias José       | PROS          | Policial militar |                  |                  | Wilton Alves            | PROS             | Sem coligação                                                                                | [ 8 ] |

## Resultados

### Prefeitura
| Candidato(a)           | Candidato(a)                  | Vice                           | 1º turno 15 de novembro de 2020 | 1º turno 15 de novembro de 2020 |
| Candidato(a)           | Candidato(a)                  | Vice                           | Total                           | Porcentagem                     |
| ---------------------- | ----------------------------- | ------------------------------ | ------------------------------- | ------------------------------- |
|                        | Glauco Kaizer (Solidariedade) | Maíse Justo (Solidariedade)    | 19.010                          | 28,83%                          |
|                        | Zaqueu Teixeira (PSD)         | Professor Dudu (PSD)           | 16.887                          | 25,61%                          |
|                        | Professor Lenine Lemos (PSDB) | Deca Bahia (PSDB)              | 15.668                          | 23,76%                          |
|                        | Major Rodrigues (PTB)         | Cosme Pereira (PTB)            | 5.511                           | 8,36%                           |
|                        | Machado Laz (DEM)             | Leandro Sperendio (DEM)        | 5.396                           | 8,18%                           |
|                        | Celena Santos (PSOL)          | Professor Tiago Batalha (PSOL) | 1.240                           | 1,88%                           |
|                        | Ribamar Dadinho (PT)          | Roberto Pires (PT)             | 756                             | 1,15%                           |
|                        | Dr. Marcelo (PMN)             | Nelsinho Gomes (PMN)           | 562                             | 0,85%                           |
|                        | Major Elias José (PROS)       | Wilton Alves (PROS)            | 526                             | 0,80%                           |
|                        | Edmilson Gomes (PCdoB)        | Edson Rosa (PCdoB)             | 374                             | 0,57%                           |
| Total de votos válidos | Total de votos válidos        | Total de votos válidos         | 65.930                          | 88,19%                          |
| → Votos em branco      | → Votos em branco             | → Votos em branco              | 3.284                           | 4,39%                           |
| → Votos nulos          | → Votos nulos                 | → Votos nulos                  | 5.541                           | 7,41%                           |
| Total de votos         | Total de votos                | Total de votos                 | 74.755                          | 100%                            |
| Abstenções             | Abstenções                    | Abstenções                     | 12.907                          | 14,72%                          |

## Vereadores eleitos
| Candidato eleito         | Partido       | Votação | Porcentagem | Cidade onde nasceu | Unidade federativa |
| Professor Nilton Moreira | PSDB          | 1.580   | 2,30%       | Nova Iguaçu        | Rio de Janeiro     |
| João Pedro Lemos         | PSDB          | 1.408   | 2,05%       | Paracambi          | Rio de Janeiro     |
| Tuninho Vira Virou       | PP            | 1.388   | 2,02%       | Queimados          | Rio de Janeiro     |
| Thomas da Padaria        | PTC           | 1.124   | 1,64%       | Queimados          | Rio de Janeiro     |
| Paulinho Tudo a Ver      | PODE          | 1.060   | 1,54%       | Rio de Janeiro     | Rio de Janeiro     |
| Wilsinho de Três Fontes  | PODE          | 985     | 1,44%       | Nova Iguaçu        | Rio de Janeiro     |
| Antonio Almeida          | PSC           | 982     | 1,43%       | Belo Horizonte     | Minas Gerais       |
| Ana Luz                  | Republicanos  | 844     | 1,23%       | Rio de Janeiro     | Rio de Janeiro     |
| Rafael Foquinha          | PTB           | 817     | 1,19%       | Queimados          | Rio de Janeiro     |
| Julio Boi                | PSC           | 776     | 1,13%       | Rio de Janeiro     | Rio de Janeiro     |
| Jefferson                | PDT           | 773     | 1,13%       | Rio de Janeiro     | Rio de Janeiro     |
| Paulo Barata             | PSD           | 666     | 0,97%       | Rio de Janeiro     | Rio de Janeiro     |
| Lúcio Mauro              | PSL           | 605     | 0,88%       | Rio de Janeiro     | Rio de Janeiro     |
| Rogério do Salão Filho   | Cidadania     | 575     | 0,84%       | Rio de Janeiro     | Rio de Janeiro     |
| Elerson                  | PSD           | 525     | 0,76%       | Nova Iguaçu        | Rio de Janeiro     |
| Eliezer Chagas           | Solidariedade | 510     | 0,74%       | Rio de Janeiro     | Rio de Janeiro     |
| Cintia Batista           | Avante        | 486     | 0,71%       | Belford Roxo       | Rio de Janeiro     |